# تشان يونغ
تشان يونغ هو قاضي صلح ‏ وسياسي صيني، ولد في سبتمبر 1969. نشط حزبياً في Democratic Alliance for the Betterment and Progress of Hong Kong ‏. وقد انتخب عضو مجلس الشعب الصيني ‏ عن دائرة هونغ كونغ خلال فترته النيابية ‏.